# Rikiya Motegi
Rikiya Motegi (茂木 力也 Motegi Rikiya?, Fukaya, Saitama, 27 de septiembre de 1996) es un futbolista japonés que juega como defensa en el Omiya Ardija de la J3 League.

## Trayectoria

### Clubes
| Club                       | País  | Año       |
| -------------------------- | ----- | --------- |
| Urawa Reds                 | Japón | 2015-2020 |
| J. League sub-22 (cedido)  | Japón | 2015      |
| Ehime FC (cedido)          | Japón | 2016      |
| Montedio Yamagata (cedido) | Japón | 2017-2018 |
| Ehime FC (cedido)          | Japón | 2019      |
| Ehime FC                   | Japón | 2020-2021 |
| Omiya Ardija               | Japón | 2022-     |

## Palmarés

### Títulos nacionales
| Título             | Club               | País  | Año  |
| ------------------ | ------------------ | ----- | ---- |
| Copa del Emperador | Urawa Red Diamonds | Japón | 2018 |